# Georg Feigl

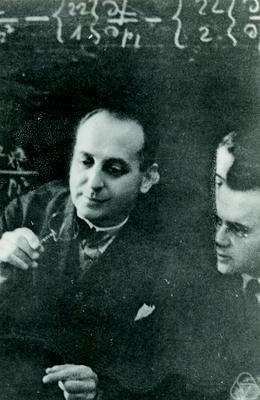
Georg Feigl

Georg Feigl (* 13. Oktober 1890 in Hamburg; † 20. April 1945 in Wechselburg) war ein deutscher Mathematiker.

## Leben
Georg Feigl studierte ab 1909 Mathematik an der Universität Jena. 1918 wurde er bei Paul Koebe an der Universität Leipzig mit der Schrift  Kegelschnittverwandtschaften bei der konformen Abbildung durch rationale Funktionen erster und zweiter Ordnung promoviert. Ab 1928 war er Schriftleiter beim Jahrbuch über die Fortschritte der Mathematik. 1935 wurde er als ordentlicher Professor an die Universität Breslau berufen.
Seine Hauptarbeitsgebiete betreffen die Grundlagen der Geometrie und die Topologie.

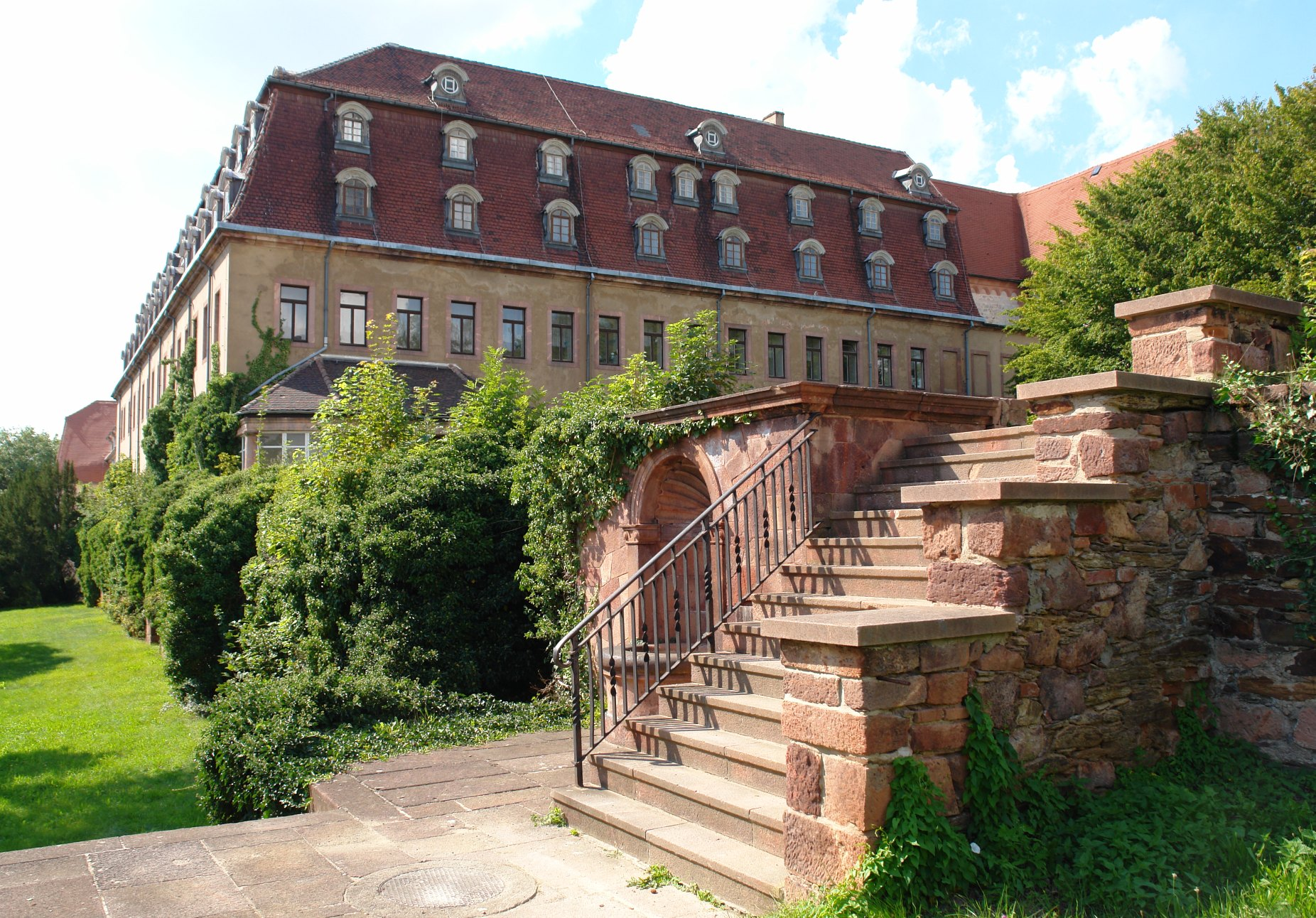
Barockschloss Wechselburg (2007)

Er war einer der Initiatoren des Mathematischen Wörterbuches. Wegen der drohenden Belagerung durch die Rote Armee musste er mit seiner Familie und anderen Mitgliedern des Mathematischen Instituts im Januar 1945 Breslau verlassen. Seine Frau Maria war mit dem Schlossherrn in Wechselburg weitläufig verwandt und konnte dort im Schloss eine Aufnahme vorbereiten. Feigl traf dort mit weiteren Mitgliedern des Instituts im Januar ein. Er brachte das bisher erarbeitete Material mit und ließ es von den Studentinnen im Schloss für die weitere Ausgestaltung abschreiben. Es gab dort weder Schreib- noch Rechenmaschinen und auch keine Bücher und Vorlesungsskripten. Johann Radon (1887–1956) und Feigl waren bereit und in der Lage, auch ohne Unterlagen täglich eine Stunde der in Breslau begonnenen Vorlesungen im Schloss Wechselburg fortzusetzen. Feigl hatte ein schweres Magenleiden und starb nach wenigen Monaten ohne Medikamente in Wechselburg. Das Wörterbuch konnte erst 1961 unter Hermann Ludwig Schmid (1908–1956) und Josef Naas (1906–1993) erscheinen.